# Highland Gold
Highland Gold (Highland Gold Mining Limited, HGML) — золотодобывающая компания с активами в России и Центральной Азии. Входит в десятку крупнейших золотодобытчиков России. Основные проекты компании находятся в Хабаровском крае, Забайкалье, на Чукотке и на Камчатке.

## История
Highland Gold Mining Limited была учреждена в 2002 году на ресурсной базе золотодобывающего предприятия «Многовершинное» в Хабаровском крае.
В 2003 году инвестором компании стал крупнейший мировой золотодобытчик Barrick Gold Corp., постепенно увеличив свою долю до 34 %. Однако позже компания продала свою долю, пояснив, что «участие в российской компании больше не является ключевым бизнесом».
В 2007 году более 40 % акций HGML выкупила инвесткомпания Millhouse, действующая в интересах Романа Абрамовича. В середине 2020 года о покупке 40,06 % акций Highland Gold у Абрамовича и партнёров заявили структуры, подконтрольные Владиславу Свиблову. К концу 2020 года контроль над Highland Gold полностью перешёл к структурам Свиблова.
В 2021 году Highland Gold под руководством Владислава Свиблова приобрела крупнейшего производителя золота в Камчатском крае — активы группы «Золото Камчатки» а также Trans-Siberian Gold. В конце года компания объявила о завершении консолидации активов на Камчатке и в Забайкалье.
В апреле 2022 года Highland Gold заявила о покупке российских активов канадской Kinross Gold в случае одобрения сделки Правительственной комиссией по контролю за осуществлением иностранных инвестиций. В июне 2022 года стало известно, что сделка одобрена Правкомиссией по цене в $340 млн вместо изначально предлагавшихся $680 млн, что уже и так было ниже оценочной рыночной стоимости активов.
В июне 2022 года Highland Gold объявила о продаже месторождения Чульбаткан в Хабаровском крае (из бывших активов Kinross) компании «Полюс» за $140 млн.

## Деятельность
Основным видом деятельности является добыча драгоценных и цветных металлов. По состоянию на начало 2022 года компания владеет одиннадцатью действующими предприятиями в Забайкальском крае (Дарасун, Дархан, Талатуй), Хабаровском крае, Камчатском крае (Аметистовое, Бараньевское, Асачинское, Малетойваям) и Чукотском АО, имеет восемь проектов развития в России и Центральной Азии, а также ряд геологоразведочных площадей.. Также Highland Gold управляет строительством Озерного горно-обогатительного комбината в Еравнинском районе Бурятии

## Руководство
С декабря 2020 года генеральным директором управляющей компании группы Highland Gold является Владислав Свиблов, ранее пост генерального директора занимали Денис Александров, Генри Хорн, Дмитрий Коробов.

## Санкции
8 ноября 2023 года, на фоне вторжения России на Украину, Владислав Свиблов и компания Highland Gold включены в санкционный список Великобритании против российских олигархов и компаний поддерживающих военную экономику России. Ранее Национальное агентство по предотвращению коррупции Украины выступило с инициативой о введении против Highland Gold международных санкций, отмечая что «структуры Свиблова неоднократно в ходе переговоров занижали оценку российских активов иностранных инвесторов, распродавших свои активы в России после полномасштабного вторжения».